# NWA World Heavyweight Championship
NWA World Heavyweight Championship é o título de pesos-pesados da National Wrestling Alliance, sendo o principal da empresa. Foi considerado o maior e mais prestigioso cinturão de Luta Livre Profissional. Embora formalmente estabelecido em 1948, sua linhagem remonta tradicionalmente ao primeiro cinturão Campeão Mundial de Pesos-Pesados, que remonta ao título concedido pela primeira vez a Georg Hackenschmidt em 1905. Isso efetivamente o torna o campeonato de luta livre mais antigo do mundo.
Seu primeiro campeão foi Orville Brown, que conquistou o título em 5 de janeiro de 1948. Ric Flair é o maior vencedor da história com dez conquistas oficiais.

## Lista de campeões
| # | Lutador              | Reinados | Data                    | Local | Notas |
| --- | -------------------- | -------- | ----------------------- | --- | --- |
| 1 | Orville Brown        | 1        | 5 de janeiro de 1948    | Des Moines, Iowa | [ 2 ] |
| 2 | Lou Thesz            | 1        | 27 de novembro de 1949  | | [ 2 ] [ 3 ] |
| * | Leo Nomellini        | 1†       | 22 de março de 1955     | San Francisco, Califórnia | |
| * | Lou Thesz            | 2†       | 5 de julho de 1955      | Toronto, Ontário | |
| 3 | Whipper Billy Watson | 1        | 15 de março de 1956     | Toronto, Ontário | [ 2 ] [ 3 ] |
| 4 | Lou Thesz            | 2(3)     | 9 de novembro de 1956   | St. Louis, Missouri | [ 2 ] [ 3 ] |
| * | Édouard Carpentier   | 1†       | 14 de Junho de 1957     | Chicago, Illinois | |
| * | Lou Thesz            | 4†       | 24 de Julho de 1957     | Montreal, Quebec | Thesz venceu um revanche contra Carpentier por desqualificação em 24 de Julho de 1957. |
| 5 | Dick Hutton          | 1        | 14 de Novembro de 1957  | Toronto, Ontário | [ 2 ] [ 3 ] |
| 6 | Pat O'Connor         | 1        | 9 de Janeiro de 1959    | St. Louis, Missouri | A AWA, tendo como dono Verne Gagne, rompeu com NWA e declarou O'Connor como o primeiro AWA World Champion em Maio de 1960. |
| 7 | Buddy Rogers         | 1        | 30 de Junho de 1961     | Chicago, Illinois | [ 3 ] |
| * | Bobo Brazil          | 1†       | 18 de agosto de 1962    | Newark, Nova Jérsei | |
| * | Buddy Rogers         | 2†       | 2 de outubro de 1962    | Toledo, Ohio | Recebeu o título após Rogers sofrer uma lesão. «"Enciclopédia do Wrestling"». Consultado em 7 de fevereiro de 2008 |
| 8 | Lou Thesz            | 3(5)     | 24 de janeiro de 1963   | Toronto, Ontário | Promotores do nordeste dos estados Unidos se recusara a reconhecer a derrota de Rogers para Lou Thesz, romperam com a NWA e criaram uma nova promoção a World Wide Wrestling Federation. Rogers foi declarado o WWWF World Heavyweight Champion. |
| 9 | Gene Kiniski         | 1        | 7 de janeiro de 1966    | St. Louis, Missouri | [ 3 ] |
| 10 | Dory Funk, Jr.       | 1        | 11 de fevereiro de 1969 | Tampa, Florida | [ 3 ] |
| 11 | Harley Race          | 1        | 24 de maio de 1973      | Kansas City, Missouri | [ 3 ] |
| 12 | Jack Brisco          | 1        | 20 de julho de 1973     | Houston, Texas | [ 3 ] |
| 13 | Giant Baba           | 1        | 2 de dezembro de 1974   | Kagoshima, Japão | [ 3 ] |
| 14 | Jack Brisco          | 2        | 8 de dezembro de 1974   | Toyohashi, Japão | [ 3 ] |
| 15 | Terry Funk           | 1        | 10 de dezembro de 1975  | Miami, Florida | [ 3 ] |
| 16 | Harley Race          | 2        | 6 de fevereiro de 1977  | Toronto, Ontario | [ 3 ] |
| 17 | Dusty Rhodes         | 1        | 21 de agosto de 1979    | Tampa, Florida | [ 3 ] |
| 18 | Harley Race          | 3        | 26 de agosto de 1979    | Orlando, Florida | [ 3 ] |
| 19 | Giant Baba           | 2        | 31 de outubro de 1979   | Nagoya, Japão | |
| 20 | Harley Race          | 4        | 7 de novembro de 1979   | Amagasaki, Japão | |
| 21 | Giant Baba           | 3        | 4 de setembro de 1980   | Saga, Japão | [ 3 ] |
| 22 | Harley Race          | 5        | 9 de setembro de 1980   | Ohtsu, Japão | [ 3 ] |
| 23 | Tommy Rich           | 1        | 27 de abril de 1981     | Augusta, Georgia | [ 3 ] |
| 24 | Harley Race          | 6        | 1 de maio de 1981       | Gainesville, Georgia | [ 3 ] |
| 25 | Dusty Rhodes         | 2        | 21 de junho de 1981     | Atlanta, Georgia | [ 3 ] |
| 26 | Ric Flair            | 1        | 17 de setembro de 1981  | Kansas City, Missouri | As lutas realizadas por Flair na Florida e no Caribe as trocas de título ocorreram não foram reconhecidos pela NWA. (Derrota para The Midnight Rider (Dusty Rhodes) em 9 de fevereiro de 1982 e devolução no mesmo dia do título, derrota para Jack Veneno em setembro de 1982 em Santo Domingo, República Dominicana e a recuperação do título em 7 de setembro de 1982). |
| * | Carlos Colón         | 1†       | 6 de janeiro de 1983    | San Juan, Porto Rico | |
| * | Ric Flair            | 2†       | 23 de janeiro de 1983   | Miami, FL | Perdeu o título para Victor Jovica em 8 de fevereiro de 1983, sendo devolvido a Flair três dias depois. |
| 27 | Harley Race          | 7        | 10 de junho de 1983     | St. Louis, Missouri | [ 2 ] [ 3 ] |
| 28 | Ric Flair            | 2(3)     | 24 de novembro de 1983  | Greensboro, Carolina do Norte | Venceu o título no Starrcade em um Steel cage match. |
| 29 | Harley Race          | 8        | 21 de março de 1984     | Wellington, Nova Zelândia | [ 2 ] [ 3 ] |
| 30 | Ric Flair            | 3(4)     | 23 de março de 1984     | Kallang, Cingapura | [ 2 ] [ 3 ] |
| 31 | Kerry Von Erich      | 1        | 6 de maio de 1984       | Irving, Texas | [ 2 ] [ 3 ] |
| 32 | Ric Flair            | 4(5)     | 24 de maio de 1984      | Yokosuka, Japão | [ 2 ] [ 3 ] |
| 33 | Dusty Rhodes         | 3        | 26 de julho de 1986     | Greensboro, Carolina do Norte | Venceu o título no The Great American Bash. |
| 34 | Ric Flair            | 5(6)     | 9 de agosto de 1986     | St. Louis, Missouri | [ 2 ] [ 3 ] |
| 35 | Ron Garvin           | 1        | 25 de setembro de 1987  | Detroit, Michigan | [ 2 ] [ 3 ] |
| 36 | Ric Flair            | 6(7)     | 26 de novembro de 1987  | Chicago, Ilinois | Venceu o título no Starrcade. |
| 37 | Ricky Steamboat      | 1        | 20 de fevereiro de 1989 | Chicago, Ilinois | Venceu o título no Chi-Town Rumble. |
| 38 | Ric Flair            | 7(8)     | 7 de maio de 1989       | Nashville, Tennessee | Venceu o título no WrestleWar. |
| 39 | Sting                | 1        | 7 de julho de 1990      | Baltimore, Maryland | Venceu o título no The Great American Bash. |
| 40 | Ric Flair            | 8(9)     | 11 de janeiro de 1991   | East Rutherford, New Jersey | [ 2 ] [ 3 ] |
| 41 | Tatsumi Fujinami     | 1        | 21 de março de 1991     | Tóquio, Japão | Venceu o título no WCW/New Japan Supershow. |
| 42 | Ric Flair            | 9(10)    | 19 de maio de 1991      | São Petersburgo (Flórida) | Venceu o título no SuperBrawl. |
| Flair perdeu o título quando assinou contrato com a World Wrestling Federation em 8 de setembro de 1991.                                                                   |                      |          |                         | | |
| 43 | Masahiro Chono       | 1        | 12 de agosto de 1992    | Tóquio, Japão | Derrotando Rick Rude na final de um torneio. |
| 44 | The Great Muta       | 1        | 4 de janeiro de 1993    | Tóquio, Japão | Venceu no WCW/New Japan Supershow. O IWGP World Heavyweight Championship que estava na posse de Muta também estava em jogo na luta. |
| 45 | Barry Windham        | 1        | 21 de fevereiro de 1993 | Asheville, Carolina do Norte | Venceu o título no SuperBrawl. |
| 46 | Ric Flair            | 10(11)   | 18 de julho de 1993     | Biloxi (Mississippi) | Venceu o título no Beach Blast. |
| Vago quando a World Championship Wrestling rompe relações com a NWA. WCW declara Flair como WCW International World Heavyweight Champion.                                  |                      |          |                         | | |
| 47 | Shane Douglas        | 1        | 27 de agosto de 1994    | Filadélfia, Pensilvânia | Derrotando 2 Cold Scorpio na final de um torneio. |
| Vago quando Douglas recusou o título da NWA em favor do título da Eastern Championship Wrestling. ECW rompeu com a NWA e mudou o nome para Extreme Championship Wrestling. |                      |          |                         | | |
| 48 | Chris Candido        | 1        | 19 de nove,bro de 1994  | Cherry Hill, Nova Jérsei | Derrotando Tracy Smothers na final de um torneio |
| 49 | Dan Severn           | 1        | 24 de fevereiro de 1995 | Erlanger, Kentucky | Vencido em um evento da Smoky Mountain Wrestling. |
| 50 | Naoya Ogawa          | 1        | 14 de março de 1999     | Yokohama, Japão | [ 2 ] [ 3 ] |
| 51 | Gary Steele          | 1        | 25 de setembro de 1999  | Charlotte, Carolina do Norte | Derrotou Ogawa em um three-way match envolvendo Brian Anthony no NWA 51st Anniversary Show. |
| 52 | Naoya Ogawa          | 2        | 2 de outubro de 1999    | Thomaston, Connecticut | [ 2 ] [ 3 ] |
| Vago em 2 de julho de 2000 |                      |          |                         | | |
| 53 | Mike Rapada          | 1        | 19 de setembro de 2000  | Tampa, Florida | Derrotando Jerry Flynn na final de um torneio. |
| 54 | Sabu                 | 1        | 14 de novembro de 2000  | Tampa, Florida | [ 2 ] [ 3 ] |
| 55 | Mike Rapada          | 2        | 22 de dezembro de 2000  | Nashville, Tennessee | [ 2 ] [ 3 ] |
| 56 | Steve Corino         | 1        | 24 de abril de 2001     | Tampa, FL | [ 2 ] [ 3 ] |
| Vago em 13 de outubro de 2001 após uma luta com final controverso com Shinya Hashimoto.                                                                                    |                      |          |                         | | |
| 57 | Shinya Hashimoto     | 1        | 15 de dezembro de 2001  | McKeesport, Pensilvânia | Em uma four-way Iron man match envolvendo Steve Corino, Dylan Knight e Gary Steele. |
| 58 | Dan Severn           | 2        | 9 de março de 2002      | Tóquio, Japão | Após uma luta com final controverso, o árbitro fez uma contagem rápida. |
| Severn teve o título retirado em 28 de maio, a pedido da Total Nonstop Action Wrestling. NWA World Heavyweight Championship passa a ser exclusivo da TNA.                  |                      |          |                         | | |
| 59 | Ken Shamrock         | 1        | 19 de junho de 2002     | Huntsville, Alabama | Derrotando Malice na final de um Gauntlet for the Gold. |
| 60 | Ron Killings         | 1        | 7 de agosto de 2002     | Nashville, Tennessee | [ 2 ] [ 3 ] |
| 61 | Jeff Jarrett         | 1        | 20 de novembro de 2002  | Nashville, Tennessee | Unificado com o WWA World Heavyweight Championship após vencer Sting em 25 de maio de 2003 em Auckland, Nova Zelândia. |
| 62 | A.J. Styles          | 1        | 11 de junho de 2003     | Nashville, Tennessee | Em uma three-way match, com a participação de Raven. |
| 63 | Jeff Jarrett         | 2        | 22 de outubro de 2003   | Nashville, Tennessee | [ 2 ] [ 3 ] |
| 64 | A.J. Styles          | 2        | 21 de abril de 2004     | Nashville, Tennessee | Em uma Steel Cage match. |
| 65 | Ron Killings         | 2        | 19 de maio de 2004      | Nashville, Tennessee | Em um four-way match, envolvendo Raven e Chris Harris. |
| 66 | Jeff Jarrett         | 3        | 2 de junho de 2004      | Nashville, Tennessee | Em uma King of the Mountain match, envolvendo A.J. Styles, Raven e Chris Harris. |
| 67 | A.J. Styles          | 3        | 15 de maio de 2005      | Orlando, Florida | Vencido no Hard Justice. |
| 68 | Raven                | 1        | 19 de junho de 2005     | Em uma King of the Mountain match no Slammiversary envolvendo Abyss, Monty Brown, e Sean Waltman. | |
| 69 | Jeff Jarrett         | 4        | 15 de setembro de 2005  | Oldcastle, Ontario | Vencido no evento Border City Wrestling. |
| 70 | Rhino                | 1        | 23 de outubro de 2005   | Orlando, FL | Vencido no Bound for Glory. |
| 71 | Jeff Jarrett         | 5        | 25 de outubro de 2005   | Orlando, FL | Foi ao ar em 3 de novembro no iMPACT!. |
| 72 | Christian Cage       | 1        | 12 de fevereiro de 2006 | Vencido no Against All Odds. | |
| 73 | Jeff Jarrett         | 6        | 18 de junho de 2006     | Em um King of the Mountain match no Slammiversary. Jarrett venceu após a interferência do árbitro Earl Hebner. Jim Cornette retirou o título de Jarrett uma semana depois, na semana seguinte devolveu com a condição que Jarrett aceitasse enfrentar o desafiante número que seria definido no Victory Road em 16 de julho de 2006. | |
| 74 | Sting                | 2        | 22 de outubro de 2006   | Plymouth, Michigan | Vencido no Bound for Glory. |
| 75 | Abyss                | 1        | 19 de novembro de 2006  | Vencido no Genesis. | |
| 76 | Christian Cage       | 2        | 24 de janeiro de 2007   | Em uma Three-Way Elimination match no Final Resolution envolvendo Abyss e Sting. | |
| Christian Cage teve o título retirado em 13 de maio quando a NWA e TNA romperam relações comerciais. A NWA retomou o controle do NWA World Heavyweight Championship.       |                      |          |                         | | |
| 77 | Adam Pearce          | 1        | 1 de setembro de 2007   | Bayamón, Puerto Rico | Derrotando Brent Albright nas finais do Reclaiming the Glory Tournament. Pearce competed as a substitute for Bryan Danielson, who defeated Pearce in the semifinals but withdrew from the tournament due to a detached retina. |
| 78 | Brent Albright       | 1        | 2 de agosto de 2008     | Cidade de Nova Iorque | Venceu o título em um evento da Ring of Honor o Death Before Dishonor VI. |
| 79 | Adam Pearce          | 2        | 20 de setembro de 2008  | Filadélfia, Pensilvânia | Won the title at Ring of Honor's Glory By Honor VII. |
| 80 | Blue Demon, Jr.      | 1        | 25 de Outubro de 2008   | Cidade do México, México | Blue Demon, Jr. foi o primeiro mexicano e lutdor marcarado a vencer o NWA World Heavyweight Championship. |
| 81 | Adam Pearce          | 3        | 24 de março de 2010     | Charlotte, Carolina do Norte | Three-Way Elimination match com a participação de Phill Shatter. |
| 82 | Colt Cabana          | 1        | 6 de março de 2011      | Hollywood, Califórnia | NWA Championship Wrestling from Hollywood |
| 83 | The Sheik            | 1        | 23 de abril de 2011     | Jacksonville, Florida | NWA Pro Wrestling Fusion "Subtle Hustle" |
| Vago em 11 de julho de 2011 por decisão do conselho de administração da NWA após The Sheik se recusar a defender o título contra Adam Pearce.                              |                      |          |                         | | |
| 84 | Adam Pearce          | 4        | 31 de julho de 2011     | Columbus, Ohio | No NWA at the Ohio State Fair, vencendo uma four-way match envolvendo Chance Prophet, Jimmy Rave e Shaun Tempers. |

- Ric Flair não contabiliza em seus títulos quatro reinados conquistados no Caribe em 1983.
- †Mudanças não reconhecidas pela NWA.
- +Títulos e reinados não reconhecidos pela NWA até 1994.